# 莫雷諾岩
莫雷諾岩（英語：Moreno Rock），是南極洲的岩石，位於葛拉漢地西岸的丹科海岸，處於斯特內克角西南面13公里的傑拉許海峽，由比利時探險隊命名，現時由南極條約體系管理。